# Henri Verdier de Lacoste
Pour les articles homonymes, voir Lacoste.
Le chevalier Henri Verdier de Lacoste, né le 31 mars 1767 à Nîmes et mort le 16 novembre 1819 à Paris, est un homme politique français.

## Biographie
Il est député du Gard de 1807 à 1815.
Sa fille Aline, épouse de Pierre Rayer, traduit de l'anglais Les Frères hongrois de Anna Maria Porter, ainsi que Anthelia Melincourt, ou les Enthousiastes, roman satirique de Thomas Love Peacock.
Il est le beau-frère de Antoine Georges François de Chabaud-Latour.

## Œuvres
- Le Dévouement de Goffin, Firmin Didot, 1812, 8 p. (OCLC 458484887, lire en ligne)pièce de vers qui a concouru pour le prix décerné le 10 septembre 1812 par la classe de la langue et de la littérature françaises de l'Institut, et qui a obtenu mention honorable.
- Washington, ou les Représailles, Paris, Laurent Beaupré, 1813, 68 p. (OCLC 458484905, lire en ligne)fait historique en 3 actes et en prose ; représenté pour la première fois sur le théâtre de l'impératrice, le 5 janvier 1813
- Appel aux promesses de l'empereur, Paris, Chaumerot jeune, 1815 (OCLC 458484885)
- Alfred le Grand ou le trône reconquis, Paris, Arthus-Bertrand, 1817 (OCLC 458484881)en 2 volumes in-12
- Quelques scènes de la vie des femmes : ou Les Aventures d'un chevalier français, Paris, Arthus-Bertrand, 1817, 251 p. (lire en ligne)en 3 volumes

### Chroniques allemandes
Elles sont imitées librement de l'allemand.
1. Le Templier, le juif et l'arabe, t. I et II, Paris, Arthus-Bertrand, 1818 (lire en ligne)en 2 volumes in-12
2. La Fille du baigneur d'Augsbourg : ou Féodalité, amour et honneur, t. III, Paris, Arthus-Bertrand, 1818en 1 volume in-12
3. Oppression et Révolte : La Guerre des Nobles et des Paysans, t. IV à VI, Paris, Arthus-Bertrand, 1818 (lire en ligne)en 3 volumes in-12

## Sources
- Joseph-Marie Quérard, La France littéraire ou dictionnaire bibliographique des savants, historiens et gens de lettres de la France, ainsi que les littérateurs étrangers qui ont écrit en français, plus particulièrement, t. 4, Firmin Didot père et fils, 1830, 646 p. (lire en ligne)
- Joseph-Marie Quérard, Les supercheries littéraires dévoilées, t. 5, L'Éditeur, 1853, 410 p. (lire en ligne)
- « Henri Verdier de Lacoste (1767 - 1819) », dans Adolphe Robert et Gaston Cougny, Dictionnaire des parlementaires français, Edgar Bourloton, 1889-1891 [détail de l’édition] [texte sur Sycomore]